# Listă de comune din județul Dâmbovița
Această listă de comune din județul Dâmbovița cuprinde toate cele 82 comune din județul Dâmbovița în ordine alfabetică.

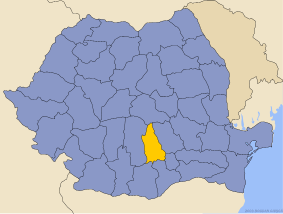
Județul Dâmbovița

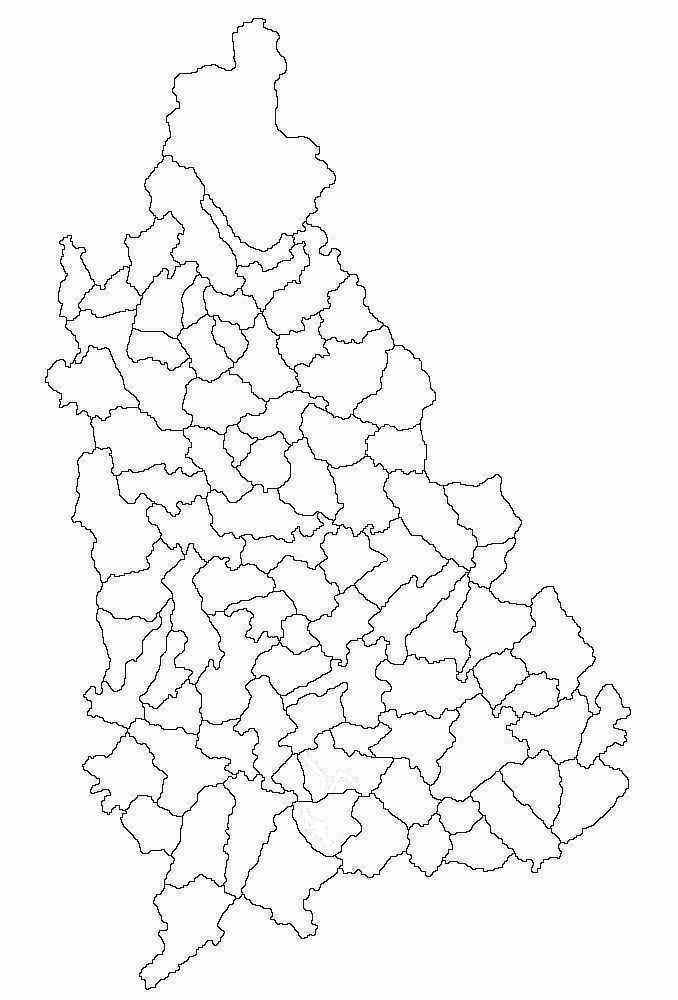
Harta județului cu împărțirea administrativ-teritorială pe comune

1. Aninoasa
2. Băleni
3. Bărbulețu
4. Bezdead
5. Bilciurești
6. Braniștea
7. Brănești
8. Brezoaele
9. Buciumeni
10. Bucșani
11. Butimanu
12. Cândești
13. Ciocănești
14. Cobia
15. Cojasca
16. Comișani
17. Conțești
18. Corbii Mari
19. Cornățelu
20. Cornești
21. Costeștii din Vale
22. Crângurile
23. Crevedia
24. Dărmănești
25. Dobra
26. Doicești
27. Dragodana
28. Dragomirești
29. Finta
30. Glodeni
31. Gura Foii
32. Gura Ocniței
33. Gura Șuții
34. Hulubești
35. I.L. Caragiale
36. Iedera
37. Lucieni
38. Ludești
39. Lungulețu
40. Malu cu Flori
41. Mănești
42. Mătăsaru
43. Mogoșani
44. Moroeni
45. Morteni
46. Moțăieni
47. Niculești
48. Nucet
49. Ocnița
50. Odobești
51. Petrești
52. Perșinari
53. Pietrari
54. Pietroșița
55. Poiana
56. Potlogi
57. Produlești
58. Pucheni
59. Raciu
60. Răscăeți
61. Răzvad
62. Râu Alb
63. Runcu
64. Sălcioara
65. Slobozia Moară
66. Șelaru
67. Șotânga
68. Tărtășești
69. Tătărani
70. Uliești
71. Ulmi
72. Valea Lungă
73. Valea Mare
74. Văcărești
75. Văleni-Dâmbovița
76. Vârfuri
77. Vișina
78. Vișinești
79. Vlădeni
80. Voinești
81. Vulcana-Băi
82. Vulcana-Pandele

## Schimbări recente

### 2002
- Se înființează comuna Vulcana-Pandele, prin reorganizarea comunei Brănești.

### 2003
- Se înființează comuna Vlădeni, prin reorganizarea comunei Dărmănești.
- Moreni este declarat municipiu.

### 2004
- Se înființează comuna Raciu, prin reorganizarea comunei Lucieni.
- Se înființează comuna Pietrari, prin reorganizarea comunei Bărbulețu.
- Se înființează comuna Râu Alb, prin reorganizarea comunei Bărbulețu.
- Se înființează comuna Răscăeți, prin reorganizarea comunei Vișina.
- Răcari este declarat oraș.
- Se înființează comuna Perșinari, prin reorganizarea comunei Văcărești.